# Войкин, Сергей Борисович
Серге́й Бори́сович Во́йкин (род. 14 октября 1952 года, посёлок Кирово-Чепецкий, Кировская область, РСФСР, СССР) — советский хоккеист, российский тренер.

## Биография
Родился в 1952 году в рабочем посёлке Кирово-Чепецкий Просницкого района Кировской области. Воспитанник местной «Олимпии» (первый тренер Н. И. Поляков).
В ходе сезона 1968/1969 был приглашён в воскресенский «Химик», однако вскоре вернулся в родную команду. В сезоне 1972/1973 выступал за саратовский «Саратов», в дальнейшем до 1976 года приглашался в эту команду на часть сезона из состава «Олимпии», за которую играл до 1978 кода.
1978—1982 годах играл в командах «Сибирь» (Новосибирск) и «Ижсталь» (Ижевск), балансировавших между высшей и первой лигами чемпионата СССР.
С 1985 года перешёл на тренерскую работу. Работал с командами «Олимпия» (Кирово-Чепецк), «Буран» (Воронеж), «Торос» (Нефтекамск), «Брест» (Белоруссия), «Тыхы» (Тыхы, Польша) и «Сточнёвец» (Гданьск, Польша), «Капитан» («Ступино»), «Газовик» (Тюмень), «Сарыарка» (Караганда, Казахстан).
В качестве главного тренера команды «Торос» (Нефтекамск) добился права участия в первенстве России по хоккею, а команду «Олимпия» вывел в российскую Элитную лигу.
В 1995 году окончил Волгоградский государственный институт физической культуры.
В настоящее время[какое?] работает в ДЮСШ «Олимпия».